# 1735 na ciência
O ano de 1735 na ciência envolveu alguns eventos importantes.

## Eventos
- Isolamento do elemento químico Platina por Antonio de Ulloa.[1]
- Químico sueco George Brandt analisa um pigmento azul escuro em um minério de ferro e demonstra que este contém um novo elemento, nomeado posteriormente como cobalto.[2][3]

## Nascimentos
| Data          | Nome                 | Profissão  | Nacionalidade | Observações | Ref   |
| ------------- | -------------------- | ---------- | ------------- | ----------- | ----- |
| 20 de março   | Torbern Bergman      | Químico    | Sueco         |             | [ 4 ] |
| 18 de outubro | Antonio Maria Lorgna | Matemático | Italiano      |             | [ 5 ] |
| 7 de dezembro | Gregorio Fontana     | Matemático | Italiano      |             |       |

## Mortes
| Data | Nome | Profissão | Nacionalidade | Observações | Ref |
| ---- | ---- | --------- | ------------- | ----------- | --- |